# Cultura Kakanj
La cultura Kakanj es una cultura arqueológica del neolítico antiguo aparecida en Bosnia central. Tiene una cronología que va de los años 6795-5990 a. C hasta los años 5300-4900 a. C. Apareció en la ciudad de Kakanj.

## Historia
Bosnia central y las zonas de las cuencas de Sarajevo, Visoko y Zenica fueron algunas de las principales áreas de poblamiento de diferentes grupos prehistóricos, especialmente a lo largo de las orillas del río Bosna. Bosnia central ya estaba poblada por otras culturas, como las portadoras de la cerámica Starčevo o la cardial. Estas culturas formaron la base para la creación de una cultura única conocida como la cultura Kakanj. Debe su nombre a que los primeros hallazgos fueron en un yacimiento llamado Obre, cerca de la ciudad de Kakanj. Maria Gimbutas consideraba la cultura Kakanj como una variante local de la Starčevo, con elementos del grupo Danilo.

Cronología de la expansión del neolítico por Europa

Otros yacimientos conocidos de esta cultura se encuentran en la región de Kakanj – Plandište, Papratnica; Visoko – Arnautovići, Okolište y Tuk cerca de Zavidovići. La cultura Kakanj tuvo una fuerte influencia en el desarrollo de la cultura Butmir.

## Asentamientos y características
Los asentamientos excavados no eran uniformes. El solar de Obre incluía casas rectangulares de 1 o 2 habitaciones, cimientos de piedra y muros de marga arcillosa. Predominan las herramientas de piedra, especialmente las hachas moldeadas. Herramientas como espátulas y agujas estaban hechas con huesos.
La cerámica es versátil, tosca y monocroma. La superficie de la cerámica monocroma está bien pulida, como en la cultura Butmir. Las formas incluyen recipientes con tallos altos cónicos y huecos, junto con cuencos con bordes más gruesos y ritones de 1,22 m. Según estos objetos, la cultura Kakanj se incluiría en el amplio círculo del complejo neolítico que nutrió el culto a la fertilidad (desde el norte de Italia, Dalmacia y Epiro hasta el mar Egeo.